# シンシア (東京都品川区)
株式会社シンシア（英: SINCERE Corporation）は、東京都品川区に本社を置く産業廃棄物処理会社。

## 沿革
- 1969年 日本電気株式会社の資本参加を得て、高和興業株式会社を設立。
- 1991年 株式会社高和に社名変更。
- 2001年 株式会社シンシアに社名変更。
- 2002年 日本経済団体連合会に加盟。
- 2019年 創立50周年を迎える。

## 組織
- R.C事業本部
- リサイクル事業本部
- ES事業本部

## 許認可
- 一般廃棄物収集運搬業
- 産業廃棄物収集運搬業
- 特別管理産業廃棄物収集運搬業
- 一般廃棄物処分業（品川区 第1223号）
- 産業廃棄物処分業（東京都 第1320003072号）
- 特別管理産業廃棄物処分業（東京都 第1376003072号）
- 古物商（東京都 第30113983729号、神奈川県 第452520500248号）
- 特定建設業（建築工事業／とび・土工工事業／塗装工事業／造園工事業）